# Hippocampus barbouri
Hippocampus barbouri (лат.) — вид морских коньков семейства игловых. Самцы могут достигать 15 см в длину.
Вид распространён к югу от моря Сулу у берегов Малайзии, Индонезии и Филиппин. Место обитания вида — сублиторальные воды. Он находится под угрозой потери среды обитания. 
Часто его путают с Hippocampus spinosissimus.